# Akō
Akō è una città giapponese della prefettura di Hyōgo. Nel 2008, la città ha raggiunto una popolazione di 51.642 e una densità di 409,55 persone per km². La città venne fondata il 1º settembre 1951.